# Vils (Lech)
Die Vils ist ein 36 km langer linker Zufluss des Lechs in den Alpen in Österreich und Deutschland. Sie entwässert ein rund 200 km² großes Einzugsgebiet mit jahresdurchschnittlichen Niederschlägen von mehr als 1500 mm.

## Geographie

Ursprungsregion

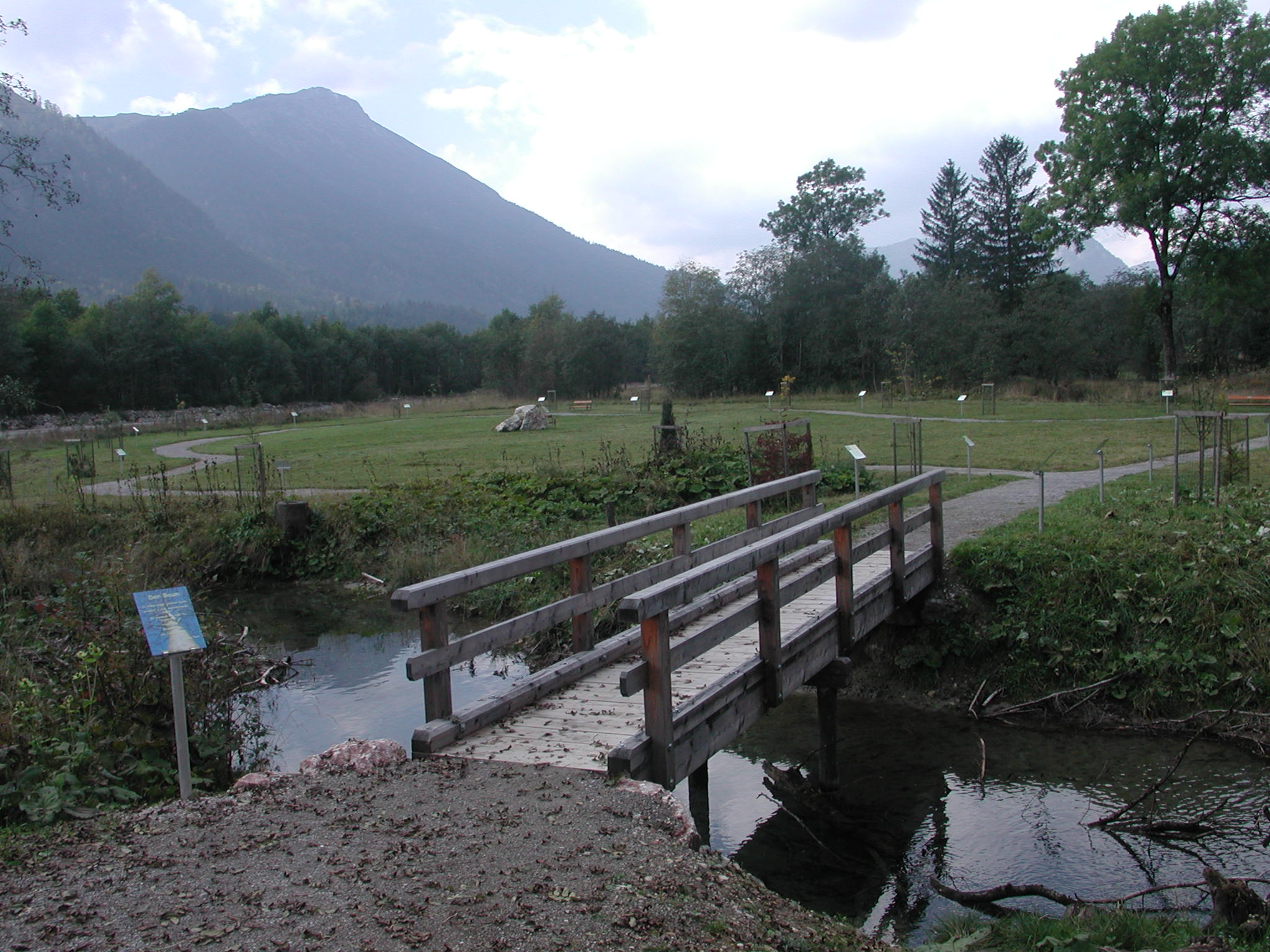
Keltischer Baumkreis am Vilsufer

### Verlauf
Der Fluss entspringt unterhalb des Jubiläumswegs in den Allgäuer Alpen in Tirol (Österreich). Zunächst durchfließt sie in östlicher Richtung den Vilsalpsee. Die Vils fließt zuerst in nördliche und nordwestliche Richtungen im Bezirk Reutte durch das Vils- und Tannheimer Tal und im zuletzt genannten entlang der B 199 durch die Gemeinden Tannheim, Zöblen und Schattwald. Danach stürzt sie nur etwas ostnordöstlich des Oberjochpasses und nur wenige hundert Meter östlich der Grenze zu Deutschland in nördlicher Richtung über den Vilsfall. Anschließend übertritt der Fluss die Grenze zum südlichen Bayern (Deutschland), wendet sich nach Nordosten und erreicht im Landkreis Ostallgäu die Gemeinde Pfronten.
Sie fließt am Fuße des Falkensteins durch Pfronten in südöstlicher Richtung, wechselt über die Grenze zurück nach Tirol, fließt unterhalb der Tannheimer Berge nur etwas südlich und parallel zur deutschen Grenze durch die Stadtgemeinde Vils und mündet gleich nach dem Unterkreuzen der Fernpass-Bundesstraße B 179 in den Lech.
Kurz vor ihrer Mündung in den Lech hat die Vils einen mittleren Durchfluss von 7,68 m³/s.

### Zuflüsse
- Durchfließt den Vilsalpsee
- Gappenfeldbach, von rechts
- Usseralpbach, von rechts vor Tannheim-Schmieden
- Rossalpbach, von links in Schmieden
- Berger Ache, von rechts bei Tannheim-Untergschwend
- Älpelebach, von links bei Tannheim-Kienzen
- Gießenbach, von rechts bei Zöblen
- Steinabach, von rechts bei Zöblen
- Stürzt über den Vilsfall nach Schattwald-Steig
- Steiniger Bach, von rechts nahe Schattwald-Rehbach
- Urfallbach, von rechts bald nach Wechsel nach Bayern
- Scheidbach, am österreichischen Oberlauf Rohrmossbach, von links bei Pfronten-Alpe Scheidbach
- Buchwaldsbach, von links bei Pfronten-Steinacher Alpe
- Pfarrwiesbach, von rechts
- Hummelsbach, von rechts
- Gaisenrieder Bach, von links
- Höllbach, von links nach Pfronten-Vilstalsäge
- Gundbach, von links nach Pfronten-Schochersäge
- Zerrlachbach, von links
- Hochstückelesbach, von links
- Faule Ache, von links gegenüber von Pfronten-Steinach
- Steinacher Achen, am österreichischen Oberlauf Seebach, von links beim Bahnhof Pfronten-Steinach
- Gießen, von rechts an der Landesgrenze zu Österreich
- Reichenbach, am deutschen Oberlauf Plattenbach, von rechts kurz nach dem vorigen
- Kühbach, von rechts vor Vils
- Lehbach, von rechts in Vils

## Name
Das Gewässer wurde erstmals 1324 („uff der Vilse“) schriftlich erwähnt. Flüsse namens Vils gibt es in Mitteleuropa einige. Es könnte das indoeuropäische Ausgangswort *Pelisa ‚fließendes Gewässer‘ oder *Filusa ‚die Massereiche‘ zugrunde liegen. Alternative Hypothesen gehen von einem germanischen Ursprung aus und leiten den Namen von *Felusō ‚Flusslauf mit/im Sumpfwald‘ ab.

## Renaturierung

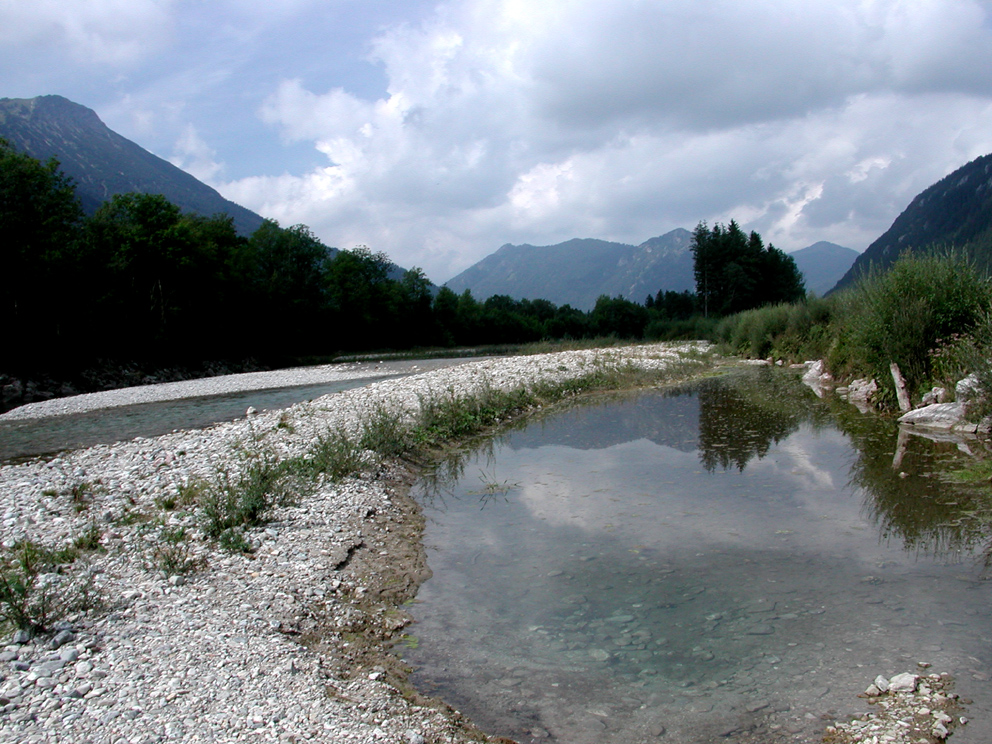
Renaturierung der Vils

Im Rahmen eines LIFE Projektes wird sowohl ökologisch als auch schutzwasserbaulich der Vils ein neuer Stellenwert gegeben. Die Baumaßnahmen bieten Hochwassersicherheit für die Stadt Vils. Gleichzeitig wird dem Fluss wieder genügend Spielraum gegeben, um für Tiere und Pflanzen charakteristische Lebensräume selbst zu gestalten und umzugestalten.
Die Vils weist im gesamten Verlauf Gewässergüteklasse I–II auf.